# Valentina (filme)
Valentina é um filme de drama brasileiro de 2021 dirigido e escrito por Cássio Pereira dos Santos. O filme retrata os desafios de uma jovem menina trans que enfrenta dificuldades para que sua identidade seja respeitada após mudar para uma pequena cidade. É protagonizado por Thiessa Woinbackk como Valentina e conta ainda com Guta Stresser, Ronaldo Bonafro, Letícia Franco e Rômulo Braga.

## Sinopse
Valentina (Thiessa Woinbackk) é uma adolescente transgênero de 17 anos que se muda para uma pequena e pacata cidade no interior de Minas Gerais com sua mãe, Márcia (Guta Stresser). Com receio de sofrer intimidações em sua nova escola, ela busca por sua privacidade e tenta se matricular na escola com o uso de seu nome social. Porém, a família da jovem passa a ter problemas com a direção da escola que lida de maneira totalmente equivocada exigindo a assinatura do pai ausente de Valentina para realizar sua matrícula. Com a ajuda de sua mãe e seus amigos, ele passa a enfrentar os desafios de seu dia a dia.

## Elenco
- Thiessa Woinbackk como Valentina Rodrigues de Carvalho:

uma adolescente transgênero, filha de Márcia e Renato, que luta para defender sua identidade
- Guta Stresser como Márcia Rodrigues:

mãe de Valentina, muda de cidade com a filha para assumir seu cargo público como técnica de enfermagem
- Rômulo Braga como Renato Campos de Carvalho:

pai de Valentina, reaparece após um certo tempo depois de abandonar a esposa e a filha
- Ronaldo Bonafro como Júlio:

um dos melhores amigos de Valentina na cidade nova, também lida com os desafios de sua sexualidade
- Letícia Franco como Amanda:

amiga de Valentina, busca conciliar os estudos e a gravidez na adolescência
- Pedro Diniz como Marcão:

estuda no mesmo colégio que Valentina e durante uma festa assedia ela, passando a persegui-la após o ocorrido
- Maria de Maria como Lindalva:

diretora do colégio de Valentina
- Paula Passos como Vânia:

senhora que, inicialmente, aluga sua casa para Valentina e Márcia
- João Gott como Lauro:

irmão de Marcão, persegue Valentina e realiza um movimento para impedir que ela frequente a escola
- Pabllo Thomaz como Beto:

recém chegado na cidade, trabalha no mercado e tem um envolvimento amoroso com Júlio
- Luísa Guimarães como Solange:

amiga de Valentina quando ela ainda morava em Uberlândia[carece de fontes?]

## Produção
Valenitna foi produzido de forma independente pela empresa Campo Cerrado Audiovisual, com apoio da Secretaria do Audiovisual e do edital de Longas de Baixo Orçamento 2016 (SAV/Ancine). Também foi realizado em parceria com o Fundo Setorial do Audiovisual e tem distribuição da Anagrama Filmes. O filme tem produção de Erika Pereira dos Santos e produção executiva de Hebe Tabachnik, Natália Brandino e Walder Junior.
Essa é a estreia da atriz Thiessa Woinbackk nos cinemas. A produção também traz outros atores iniciantes em papéis coadjuvantes, mas conta também com veteranos, como Guta Stresser e Rômulo Braga no elenco. A trilha sonora original do filme é composta pela banda paranaense Tuyo, com destaque para o single "Eu Nasci Ali", realizada em coautoria com a cantora e compositora Xan. Tal música, até então inédita, foi lançada nas plataformas digitais concomitantemente com o lançamento do filme nos cinemas, em 20 de agosto de 2021.
As gravações ocorreram na cidade de Uberlândia e também em Estrela do Sul, em Minas Gerais.

## Lançamento
O filme teve sua première mundial no Outfest Los Angeles LGBTQ Film Festival em 25 de agosto de 2020, onde foi elogiado e rendeu à Thiessa Woinbackk o prêmio de melhor interpretação. Ainda em agosto, esteve no Outshine Florida LGBTQ Film Festival, também nos Estados Unidos. Em 13 de outubro de 2020 estreou na Polônia sendo exibido no Warsaw Film Festival. Em outubro de 2020, participou da 44a. Mostra Internacional de Cinema de São Paulo. Em 17 de março de 2021, participou da seleção do BFI Flare London LGBTQ+ Film Festival, no Reino Unido. Voltou a ser exibido nos Estados Unidos durante o Seattle International Film Festival, em 9 de abril de 2021.
Após uma longa trajetória em festivais nacionais e internacionais, o lançamento no circuito comercial de cinemas do Brasil ocorreu em 19 de agosto de 2021. Também foi lançado na Noruega a partir de 2 de outubro de 2021. O filme entrou para o catálogo da Netflix em 17 de outubro de 2021.

## Recepção

### Crítica
Alan Fernandes, em sua crítica ao site Cinema com Rapadura, avaliou o filme com uma nota de 7.5 em 10 possíveis pontos, escrevendo: "Em seu longa-metragem de estreia, Valentina, o cineasta Cássio Pereira dos Santos demonstra a mesma sensibilidade vista ao longo de toda a sua filmografia, composta até então por curtas promissores, cuja temática em suma busca retratar jovens invisibilizados socialmente em situações triviais para a maioria da população. Dessa forma, o diretor e roteirista novamente propõe com didatismo uma visão mais ampla a respeito do privilégio e desigualdade perpetuados pela sociedade brasileira."
Do site CinePOP, Janda Montenegro escreveu: "Valentina é um sensível filme que levanta a importantíssima questão da inclusão de adolescentes transgêneros nos ciclos e nas instituições sociais. Sem recair no drama exagerado nem na violência, o longa nacional provoca o questionamento sobre as dificuldades diárias que esses jovens cidadãos enfrentam para terem o direito simples de serem chamados pelos nomes que escolheram."

### Prêmios e indicações
| Ano  | Associações                                                           | Categoria                                                  | Recipiente(s)             | Resultado |
| ---- | --------------------------------------------------------------------- | ---------------------------------------------------------- | ------------------------- | --------- |
| 2020 | Outfest Los Angeles LGBTQ Film Festival                               | Melhor Longa-metragem Internacional                        | Valentina                 | Indicado  |
| 2020 | Outfest Los Angeles LGBTQ Film Festival                               | Melhor Roteiro de Filme Internacional                      | Cássio Pereira dos Santos | Indicado  |
| 2020 | Outfest Los Angeles LGBTQ Film Festival                               | Melhor Interpretação                                       | Thiessa Woinbackk         | Venceu    |
| 2020 | OUTshine Film Festival                                                | Melhor Filme                                               | Valentina                 | Indicado  |
| 2020 | Warsaw International Film Festival                                    | Melhor Filme                                               | Valentina                 | Indicado  |
| 2020 | Rochester ImageOut Festival                                           | Melhor Narrativa Apresentada                               | Cássio Pereira dos Santos | Indicado  |
| 2020 | Cine Latino Minneapolis Saint Paul                                    | Melhor Filme                                               | Valentina                 | Indicado  |
| 2020 | Cine Latino Minneapolis Saint Paul                                    | Melhor Filme (voto da audiência)                           | Valentina                 | Venceu    |
| 2020 | Mostra Internacional de Cinema de São Paulo                           | Melhor Filme - Competição Novos Diretores                  | Valentina                 | Indicado  |
| 2020 | Mostra Internacional de Cinema de São Paulo                           | Melhor Filme - Voto Público                                | Valentina                 | Venceu    |
| 2020 | Mostra Internacional de Cinema de São Paulo                           | Melhor Atriz - Júri Internacional                          | Thiessa Woinbackk         | Venceu    |
| 2020 | Mostra Internacional de Cinema de São Paulo                           | Menção Honrosa do Júri Oficial para Interpretação          | Thiessa Woinbackk         | Venceu    |
| 2020 | Festival Mix Brasil de Cultura da Diversidade                         | Melhor Filme                                               | Valentina                 | Indicado  |
| 2020 | Festival Mix Brasil de Cultura da Diversidade                         | Melhor Interpretação                                       | Thiessa Woinbackk         | Venceu    |
| 2020 | Festival Mix Brasil de Cultura da Diversidade                         | Melhor Roteiro                                             | Cássio Pereira dos Santos | Venceu    |
| 2020 | Festival Mix Brasil de Cultura da Diversidade                         | Prêmio do Público de Melhor Longa Brasileiro               | Valentina                 | Venceu    |
| 2020 | Festival Mix Brasil de Cultura da Diversidade                         | Prêmio do Júri - Coelho de Ouro de Melhor Longa Brasileiro | Valentina                 | Venceu    |
| 2020 | Image + Nation Festival Cinema LGBT Montreal Film Festival            | Melhor Filme - Prêmio do Público                           | Valentina                 | Venceu    |
| 2020 | International Film Festival of India                                  | Melhor Diretor Estreante em Longas                         | Cássio Pereira dos Santos | Venceu    |
| 2021 | Mardi Grass Film Festival                                             | Melhor Filme                                               | Valentina                 | Indicado  |
| 2021 | BFI Flare: London LGBT Film Festival                                  | Melhor Filme Internacional                                 | Valentina                 | Indicado  |
| 2021 | Durban International Film Festival                                    | Melhor Filme Internacional                                 | Valentina                 | Indicado  |
| 2021 | Molodist International Film Festival                                  | Melhor Filme de Temática LGBTQI+                           | Valentina                 | Indicado  |
| 2021 | Molodist International Film Festival                                  | Prêmio do Júri                                             | Valentina                 | Venceu    |
| 2021 | Seattle International Film Festival                                   | Melhor Filme                                               | Valentina                 | Indicado  |
| 2021 | Seattle International Film Festival                                   | Melhor Direção                                             | Cássio Pereira dos Santos | Indicado  |
| 2021 | Seattle International Film Festival                                   | Melhor Interpretação                                       | Thiessa Woinbackk         | Venceu    |
| 2021 | The Seattle Transgender Film Festival                                 | Melhor Filme                                               | Valentina                 | Venceu    |
| 2021 | The Seattle Transgender Film Festival                                 | Melhor Filme - Prêmio do Público                           | Valentina                 | Venceu    |
| 2021 | Zinegoak Bilbao International GLT Film Festival                       | Melhor Filme                                               | Valentina                 | Indicado  |
| 2021 | Rozefilm Dagen (Pink Film Days) - Festival de Cinema LGBT de Amsterdã | Free To Be Me Award                                        | Valentina                 | Venceu    |
| 2021 | Festival de Cinema de Kiev                                            | Prêmio Especial do Juri                                    | Valentina                 | Venceu    |

[carece de fontes?]